# Galwe
Galwe (lit. Galvė, Jezioro Trockie) – jezioro na Litwie. Nad jeziorem Galwe położone jest miasto Troki, na jednej z 21 znajdujących się tu wysp położony jest średniowieczny zamek, niegdyś siedziba wielkiego księcia Witolda. Powierzchnia jeziora wynosi 361,1 hektarów, średnia głębokość 13,6 m.
W Słowniku Geograficznym błędnie opisane jako Brażoła.